# Theresa Anyuat Bola
Theresa Anyuat Bola é uma política sul-sudanesa. Ela tomou posse como Ministra do Desenvolvimento Social de Bahr al-Ghazal Ocidental no dia 18 de maio de 2010.